# Luhova, Berșad
Luhova (în ucraineană Лугова) este un sat în comuna Ustea din raionul Berșad, regiunea Vinnița, Ucraina.

## Demografie
Componența lingvistică a localității Luhova
     Ucraineană (98,41%)
     Rusă (1,28%)
     Alte limbi (0,32%)
Conform recensământului din 2001, majoritatea populației localității Luhova era vorbitoare de ucraineană (98,41%), existând în minoritate și vorbitori de rusă (1,28%).